# Coumba Diallo

a Compétitions nationales et continentales officielles uniquement.

b Matchs officiels uniquement.
Dernière mise à jour le 7 novembre 2021.
Coumba Tombe Diallo, née le 27 septembre 1990 à Clichy-sous-Bois, est une joueuse internationale française de rugby à XV, occupant le poste de troisième ligne aile au Stade français Paris après avoir évolué à l'AC Bobigny 93 et au Stade bordelais ASPTT.

## Carrière
Elle commence le rugby à l'âge de 18 ans à l'Université de Bobigny en STAPS car le rugby y était une matière obligatoire. Elle rejoint l'AC Bobigny 93 peu de temps après.
Le 14 mars 2014, elle gagne le Grand Chelem avec l'Équipe de France au stade du Hameau à Pau, au terme d'une cinquième victoire en autant de rencontres du Tournoi des Six Nations face à l'Irlande (19-15),.
Elle participe à la Coupe du monde féminine de rugby à XV 2014, qui se dispute en France du 1er août au 17 août 2014.
En 2014, elle quitte Paris pour les études pour suivre une formation d'ergothérapeute à Bordeaux. Elle rejoint alors le Stade bordelais ASPTT pour une saison.
Coumba Diallo est retenue comme troisième ligne aile titulaire pour les premières rencontres  du Tournoi des Six Nations 2015 face à l'Écosse (42-0), à l'Irlande (10-5) et au pays de Galles (28-7).
En 2018, elle participe au grand chelem de l'équipe de France dans le Tournoi des Six Nations.
En 2018, elle quitte Bobigny pour rejoindre le Stade français Paris.
En novembre 2018, elle fait partie des 24 premières joueuses françaises de rugby à XV qui signent un contrat fédéral à mi-temps. Son contrat est prolongé pour la saison 2019-2020.
Lors de la Coupe du monde féminine de rugby à XV en 2022, elle est consultante pour TF1. Elle participe au magazine Coupe du monde de rugby 2021, le mag, présenté par Thomas Mekhiche.
En 2024, elle est candidate pour intégrer le comité directeur de la Fédération française de rugby sur la liste menée par le président sortant Florian Grill. La liste Ovale Ensemble l'emporte avec 67,22 % des voix et Coumba Diallo intègre le comité d'orientation politique, nouvel organe de direction de la FFR.

## Palmarès
- Tournoi des Six Nations (France) :
  - Vainqueur (1) : 2014 (grand chelem)
- Troisième de la Coupe du monde féminine de rugby à XV 2014

### Distinction personnelle
- Oscars du Midi olympique : Oscar de la meilleure joueuse française 2016